# Птахи (мультфільм)
«Птахи́» — анімаційний фільм 2013 року студії Укранімафільм, режисер — Ірина Смирнова. Фільм знятий за підтримки Державного агентства України з питань кіно.

## Сюжет
Авторське кіно. Мальовнича, казкова історія кохання, де почуття надають людям справжні крила…
Фарби на екрані весь час змінюються, не дають можливість зупинитися. Всі картини, які малює дівчина, виконані у техніці живопису олією на склі і знято камерою в процесі малювання. Всі епізоди в яких діють інші персонажі виконані в графічній техніці перекладної анімації з використанням комп’ютерної техніки та програм.